# Sergio Dardini
Sergio Dardini (Lucca, 29 luglio 1926 – 16 aprile 1994) è stato un politico italiano.

## Biografia
Funzionario di partito, fu segretario della federazione provinciale di Lucca del Partito Comunista Italiano.
Venne eletto alla Camera dei deputati nel 1983 nelle file del Partito Comunista Italiano, restando a Montecitorio per una legislatura.
È morto nel 1994 all'età di 67 anni.